# Rugalmas foglalkoztatás
A rugalmas foglalkoztatás fogalmát röviden úgy írhatjuk le, mint munkavállaló, munkáltató és különböző társadalmi intézmények kölcsönhatását. A szociológiában leginkább használt terminusa alapján, részletesebb meghatározása:
"részben egyéni képesség és készség, részben viszont az egyéntől független társadalmi-gazdasági feltételek eredménye."

## Társadalmilag megszokott formái
Rugalmas foglalkoztatási (más néven atipikus) formák:
- távmunka
- részmunkaidős foglalkoztatás
- határozott idejű munkaviszony
- alkalmi munka
- szezonális munka
- önfoglalkoztatás
- otthoni munka
- munkaerő-kölcsönzés is.[2]

## Rugalmasság, mint politikai törekvés
A rugalmas munkaerő-felhasználás már az 1980/1990-es években az OECD országok legfőbb törekvései közé tartoztak, mint a tartós munkanélküliség hatékony kezelése.[1]Ez egy úgynevezett aktív foglalkoztatáspolitika, amely már ebben az időszakban számos tőkés ország elsődleges eszköze volt a passzívval szemben. Passzív foglalkoztatáspolitikának minősül a munkanélküli-segélyezés, illetve annak adminisztrálása, ezzel szemben az aktív politika eszköztárába a sokoldalú munkaerő-felhasználást segítő programok tartoznak.[3]
Az Európa 2020 stratégia egyik legkiemelkedőbb célkitűzése, hogy a 20-64 évesek körében a foglalkoztatottak aránya meghaladja a 75%-ot.[4] Ennek érdekében számos európai ország tesz előrelépéseket, hogy fentebb említett atipikus foglalkoztatási formák támogatásával segítsék a munkavállalókat. A legtöbb adat a részmunkaidős foglalkoztatás elterjedéséről áll rendelkezésre.

## Részmunkaidős foglalkoztatás
Részmunkaidős dolgozóknak tekintjük azokat, akiknek rendszeres munkaidejük napi, heti alapon számolva, vagy havi, évi átlagot számolva kevesebb, mint a teljes foglalkoztatásban dolgozók munkaideje.[2]

### Európai Unió
Az Unió országaiban 1991 és 2009 között folyamatosan növekedett a részmunkaidőban dolgozók aránya. Ennek feltételezhető oka, hogy az országok így próbálják a foglalkoztatást bővíteni, illetve annak csökkenését megállítani. A részmunkaidőban foglalkoztatottak aránya általában összefüggésben van az adott ország gazdaságának fejlettségi szintjével, viszont a nemzeti sajátosságok (jogszabályok, munkaerőpiaci helyzet, rugalmas foglalkoztatás ösztönzése, stb) is befolyásolhatják.[2]
Az Európai Unióban 2004-2014 között a 15-64 éves korosztályhoz tartozó, részmunkaidőben dolgozók aránya folyamatosan 16,7%-ról 19,6%-ra emelkedett. 2014-ben a részmunkaidőben foglalkoztatottak aránya Hollandiában volt a legmagasabb (49,6%), továbbá a foglalkoztatottak legalább negyedét tették ki a részmunkaidőben dolgozók Németországban, Ausztriában, az Egyesült Királyságban és Dániában, Svédországban, Belgiumban. Viszont akadnak olyan országok is, ahol ez az arány meglehetősen alacsony, például Bulgáriában (2,5%), Szlovákiában,Horvátországban és Magyarországon is. Országokon belül továbbá a férfiak és a nők között is jelentős különbség mutatkozik a részmunkaidős foglalkoztatottság terén. Az EU 28 tagállamában a 15-64 éves nők harmada dolgozott részmunkaidőban 2014-ben, míg a férfiaknak csak 8,8%-a.[5]

### Magyarország
Magyarországon a részmunkaidőben foglalkoztatottak aránya az elmúlt évtizedekben aligha változott, ugyanakkor a 2008-as válság előtti időszakot vizsgálva látható, hogy a teljes foglalkoztatottak aránya stagnált, míg a részmunkaidőben dolgozóké nőtt. Ugyanakkor számuk 2009-ben így is jelentősen alacsonyabb volt, mint az európai átlag: a nők 7,5%-a, a férfiak 3,9%-a dolgozott részmunkaidőben.[2] Egy 2008-as felmérés alapján elmondható, hogy a részmunkaidős foglalkoztatás alacsony szintű elterjedése a magyarországi alacsony foglalkoztatottsággal van összefüggésben. Emellett ebben az időszakban hazánkban összemosódott a csökkentet-munkaidő és a részmunkaidő fogalma is, ami számos kérdést vetett fel többek között a bérezés és a szociális juttatásokkal kapcsolatban.[3]

## Határozott idejű munkaviszony
A határozott idejű munkaszerződés során a munkaviszony végét külön fel kell tüntetni , ennek hiányában a munkaviszony határozatlan időre szól. Mivel az 1992. évi Munka Törvénykönyve alapján a határozott idejű munkaszerződés nem megszüntethető, ezért a munkavállalónak sokkal nagyobb biztonságot nyújt, mivel a meghatározott időben foglalkoztatva lesz és bérezésben is részesül. Az előre meghatározott időtartam az 5 évet nem haladhatja meg.[6]
Az EU 28 tagállamában 2014-ben a határozott munkaszerződéssel foglalkoztatottak aránya 14% volt. Az ideiglenes szerződéssel dolgozók aránya meghaladta a 20%-ot Lengyelországban, Spanyolországban, Portugáliában és Hollandiában.[7]

### Gyermekvállalás és határozott idejű munkaszerződés
A határozott idejű munkaszerződéssel foglalkoztatott személy várandóssága esetén is irányadóak a Munka Törvénykönyvében foglalt eljárások. A kismama a várandósság, szülési szabadság és gyermekgondozás céljából igénybevett szabadság idején felmondási védelem illeti meg, tehát a munkáltató nem szüntetheti meg a munkaviszonyát. A határozott idejű szerződés felmondására eleve csak korlátozott, jogilag megalapozott okok megléte során van lehetőség. Ebben az esetben is érvényes, hogy a munkavállaló gyermekének 3 éves koráig rendkívüli munkaidő, éjszakai műszak és állandó készenlét nem rendelhető el. Viszont, ha a munkaviszony a szülési vagy a gyermekgondozási szabadság ideje alatt jár le, akkor a munkaviszony automatikusan megszűnik.[8]